# Ajn at-Turk
Ajn at-Turk – miasto w Algierii, w wilajecie Oran. W 2012 roku liczyło 45 tys. mieszkańców.